# Château de Saint-Phal
Le château de Saint-Phal était une construction seigneuriale française qui se trouvait à Saint-Phal dans l'Aube.

## Le château
La châtellenie relevait des terres de l'Isle et recouvrait les terres de Crésantignes, Machy, Motte-Félix et de la Cour-saint-Phal. Les seigneurs de Saint-Phal étaient une puissante famille de la cour de Champagne aux XIIe et XIIIe siècles, on relève cinq abbesses de l'abbaye Notre-Dame-aux-Nonnains et leurs armes étaient d'or à la croix ancrée de sinople, au franc canton de gueules.
Jeanne d'Arc écrivait de ce château, en 1429 aux habitants de Troyes.

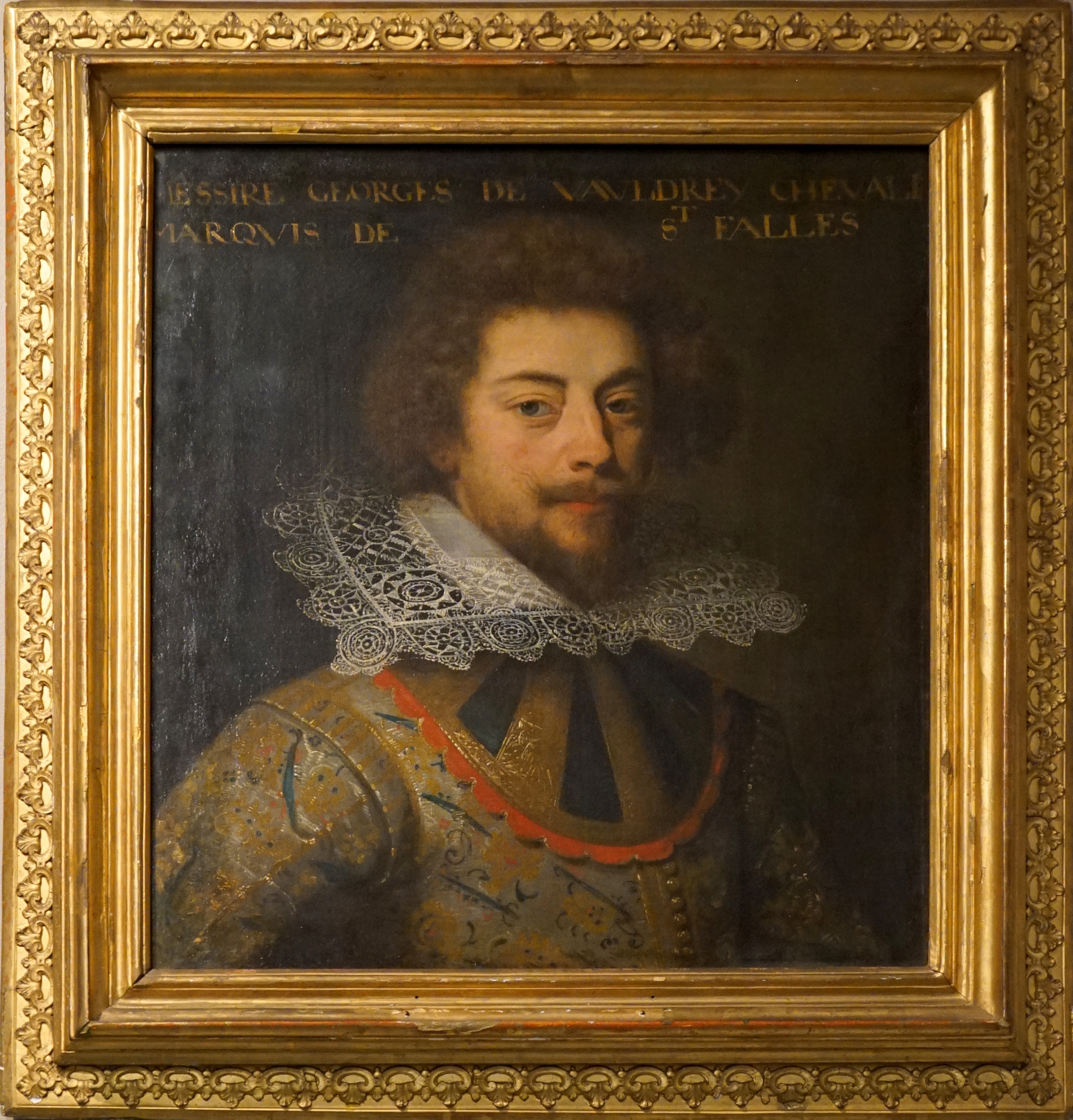
Georges de Vaudrey, marquis de st-Phal par Louis le Nain.

En 1440 Saint-Phal appartenait à Pierre de Montot qui fit entrer la seigneurie dans la famille Vaudrey en mariant sa fille à Arthur de Vaudrey chambellan à la cour de France et maître d'hôtel des rois Charles VII, Louis XI et Charles VIII. Il fut la propriété de Anne de Mont-Gomery, époux de Anne de Vaudrey en 1555 et ses armes, emmanchées de gueules et d'argent se voyaient encore au château. La seigneurie devint un marquisat sous le règne de Louis XIII.
En 1675 il est la propriété de Nicolas Dauvet, comte de Marets, grand fauconnier de France.
Il entre dans la Maison de Hénin-Liétard en 1705 par Jacques-Antoine marquis de Blaincourt et de Saint-Phal, baron de Dienville et mestre de camp de cavalerie. Puis en 1765 à Marie de Félix-Dumuy, comtesse de Ribière et à Charles marquis de Créqui son époux. 
Le château passe ensuite dans les mains de Jacques Corps, seigneur de Saint-Phal, conseiller du roi au Grand Conseil, mort en 1798. Le dernier propriétaire est le gendre de celui-ci, M. de Mazin de Bouy.
À partir de 1830 le domaine commençait à être démantelé et les biens vendus par morceaux, il ne reste rien du château aujourd'hui.

## Pour approfondir